# Тръмп Интернешънъл Хотел енд Тауър (Торонто)
Тръмп Интернешънъл Хотел енд Тауър (на английски: Trump International Hotel & Tower) е многофункционален небостъргач в град Торонто, Онтарио, Канада. Сградата се намира във финансовия център на града, на „Бей Стрийт“ 311 и е завършена през 2012 г. Собственост е на американската компания Trump Organization.

## Спецификация
57-етажната сграда на „Trump International Hotel & Tower“ e с височина 277 m. Има стоманена конструкция, а фасадите са от стъкло и камък. В сградата има 260 луксозни хотелски стаи и 109 апартамента, два ресторанта, суши бар. Сградата се обслужва от 6 асансьора. Има 226 паркоместа. Първите два етажа имат разгъната площ 1700 m2. Заема 7-о място по височина сред небостъргачите на Канада.
Архитектурният проект е на фирмата „Zeidler Roberts Partnership“, а е построена от Talon International Development Inc.